# Zonosaurus subunicolor
Zonosaurus subunicolor е вид влечуго от семейство Gerrhosauridae. Видът е застрашен от изчезване.

## Разпространение
Разпространен е в Мадагаскар.

## Описание
Популацията на вида е намаляваща.